# Ermita Mas de Tous
La ermita Mas de Tous está situada en el término municipal de Puebla de Vallbona (Provincia de Valencia, España).
Toda la Ermita está profusamente decorada. Es de planta rectangular, piso de baldosas, escalones en el presbiterio y barandilla de hierro plateada. Zócalo de azulejos, bóveda de cañón, y una pareja de esbeltas columnitas exentas, con capiteles corintios y dorados sostiene el cornisamiento, y sobre él, el arco fajón con el intradós decorado.
La fachada es de mampostería con juntas en las piedras bien recortadas. Las esquinas las forman dos cadenas de ladrillo, y en el frontón, coronado por una cruz de hierro, bajo una doble cornisa se abre un óculo grande con marco de obra de mampostería formando unas circunferencias escalonadas que rematan en una moldura.
Debajo del óculo atraviesa la fachada un cincho y bajo él aparece la puerta de entrada. Es un arco de medio punto que arranca de una imposta. El arco tiene una doble archivolta de ladrillos rojos y amarillos aparejados a soga. Las jambas están formadas por dos pilastras formando un todo con la archivolta en línea y en fábrica. 
La puerta y el tímpano se hallan emplanchados con adornos de clavos de cabeza piramidal.
La obra pictórica lo cubre todo con profusión de azules, rojos y dorados, como una pintura bizantina.
En los dos sectores de la bóveda, separados por el resalte del arco, hay dos pinturas, en una de ellas aparece un ángel volando y una estrella de plata; en el otro está la Virgen de la Abundancia rodeada de una corona de estrellas, un faisán vistoso con su polícromo plumaje, y varios ángeles que sostienen una cinta con esta plegaria: "Virgen de la Abundancia, ruega por nos".
A partir de 1990, todos los años, el día 5 de octubre se celebra el Traslado de la Virgen del Rosario, Patrona de la Parroquia de la Santísima Trinidad y San José. 